# Arc-sur-Tille
Pour les articles homonymes, voir Arc.
Arc-sur-Tille est une commune française située dans le département de la Côte-d'Or, en région Bourgogne-Franche-Comté.

## Géographie
Arc-sur-Tille se trouve à environ 12 kilomètres par la route à l'est de Dijon et est traversée par la route départementale 70 qui relie Dijon à Gray, dans la Haute-Saône, puis Vesoul.
La commune se trouve également à la hauteur de la sortie  04 de l'autoroute A31 qui relie Beaune au Luxembourg.

### Géologie
Située dans une plaine marécageuse.

### Hydrographie
- Le territoire communal est baigné par la Tille, affluent de la Saône. Elle a souvent par le passé, débordé et créé des dommages au village et aux cultures.
- Le lac d'Arc-sur-Tille, ancienne gravière aménagée depuis 2002 (plus grande plage de sable de Bourgogne) est très fréquenté en été par les baigneurs et permet de nombreuses activités nautiques (voile, canoë-kayak, ski nautique et pêche sur des bassins réservés).

### Villages, hameaux, lieux-dits, écarts
(liste non exhaustive)
- Brucey[1]. En latin  Bruceyo ce village nommé au XVIIe siècle  Brecey, a été de tous temps et dès l'origine de son existence de la paroisse d'Arc-sur-Tille, la bulle du pape Adrien IV en l'an 1156 en est une preuve certaine ; puisque dans le dénombrement qu'elle fait des églises dépendantes de l'abbaye Saint-Étienne, elle en parle comme d'une simple chapelle, dépendant de l'église mère et paroissiale de Arc-sur-Tille. Puis Jean de Maupeou, évêque de Chalon-sur-Saône ayant révoqué la faculté que ses prédécesseurs avaient donnée au curé d'Arc de dire une seconde messe les jours de fêtes et dimanches dans l'église de Brucey et ayant permis le 4 septembre 1673 aux habitants de ce lieu d'ériger des fonts baptismaux en leur église, quelques prêtres particuliers prenant cette érection de fonts baptismaux, pour une érection à titre de cure, s'en firent pourvoir en cour de Rome. Les habitants sous prétexte qu'ils étaient mal desservis par un simple vicaire qu'ils avaient eu en conséquence d'un accord du 12 juin 1665, faite entre eux, le chapitre de Saint-Étienne et le curé d'Arc, ils présentèrent requête le 24 février 1680, à Henry Félix, évêque de Chalon, pour qu'il érige l'église en titre de cure, ce qu'il fit le 10 avril 1680. Mais l'abbé de Saint-Étienne, Claude Fyot, se plaignit en Cour de Rome et interjeta appel. Les parties par acte du 3 novembre 1694 passent en présence et du consentement de Henry Félix qu'il serait procédé de nouveau suivant les formes prescrites par les canons et les ordonnances à l'érection de l'église de Brucey en cure aux conditions portées par le même acte et spécialement que le droit de présenter à cette nouvelle cure, appartiendra à perpétuité aux abbés de Saint-Étienne. Cette église est dédiée au titre de Saint-Martin comme celle d'Arc, avec la différence qu'elle en célèbre la fête le 11 novembre, jour du décès de son saint patron, mais elle est du même diocèse, archidiaconé, et bailliage[2].
- Corbeton (Court-Betton ou Courbeton), qui fut un fief [3]
- la Rente du Fossé
- Forest

### Climat
Pour des articles plus généraux, voir Climat de la Bourgogne-Franche-Comté et Climat de la Côte-d'Or.
En 2010, le climat de la commune est de type climat des marges montargnardes, selon une étude du Centre national de la recherche scientifique s'appuyant sur une série de données couvrant la période 1971-2000. En 2020, Météo-France publie une typologie des climats de la France métropolitaine dans laquelle la commune est dans une zone de transition entre le climat océanique altéré et le climat océanique altéré et est dans la région climatique Bourgogne, vallée de la Saône, caractérisée par un bon ensoleillement (1 900 h/an), un été chaud (18,5 °C), un air sec au printemps et en été et des vents faibles.
Pour la période 1971-2000, la température annuelle moyenne est de 10,6 °C, avec une amplitude thermique annuelle de 17,7 °C. Le cumul annuel moyen de précipitations est de 785 mm, avec 11,5 jours de précipitations en janvier et 7,6 jours en juillet. Pour la période 1991-2020, la température moyenne annuelle observée sur la station météorologique de Météo-France la plus proche, « Dijon Toison », sur la commune de Dijon à 12 km à vol d'oiseau, est de 11,5 °C et le cumul annuel moyen de précipitations est de 771,8 mm,. Pour l'avenir, les paramètres climatiques de la commune estimés pour 2050 selon différents scénarios d'émission de gaz à effet de serre sont consultables sur un site dédié publié par Météo-France en novembre 2022.

## Urbanisme

### Typologie
Au 1er janvier 2024, Arc-sur-Tille est catégorisée bourg rural, selon la nouvelle grille communale de densité à 7 niveaux définie par l'Insee en 2022.
Elle appartient à l'unité urbaine d'Arc-sur-Tille, une unité urbaine monocommunale constituant une ville isolée,. Par ailleurs la commune fait partie de l'aire d'attraction de Dijon, dont elle est une commune de la couronne,. Cette aire, qui regroupe 333 communes, est catégorisée dans les aires de 200 000 à moins de 700 000 habitants,.

### Occupation des sols
L'occupation des sols de la commune, telle qu'elle ressort de la base de données européenne d’occupation biophysique des sols Corine Land Cover (CLC), est marquée par l'importance des territoires agricoles (83,2 % en 2018), en diminution par rapport à 1990 (84,5 %). La répartition détaillée en 2018 est la suivante : terres arables (80,6 %), zones urbanisées (6 %), forêts (5,4 %), eaux continentales (2,9 %), zones industrielles ou commerciales et réseaux de communication (2,5 %), zones agricoles hétérogènes (1,5 %), prairies (1,1 %). L'évolution de l’occupation des sols de la commune et de ses infrastructures peut être observée sur les différentes représentations cartographiques du territoire : la carte de Cassini (XVIIIe siècle), la carte d'état-major (1820-1866) et les cartes ou photos aériennes de l'IGN pour la période actuelle (1950 à aujourd'hui).

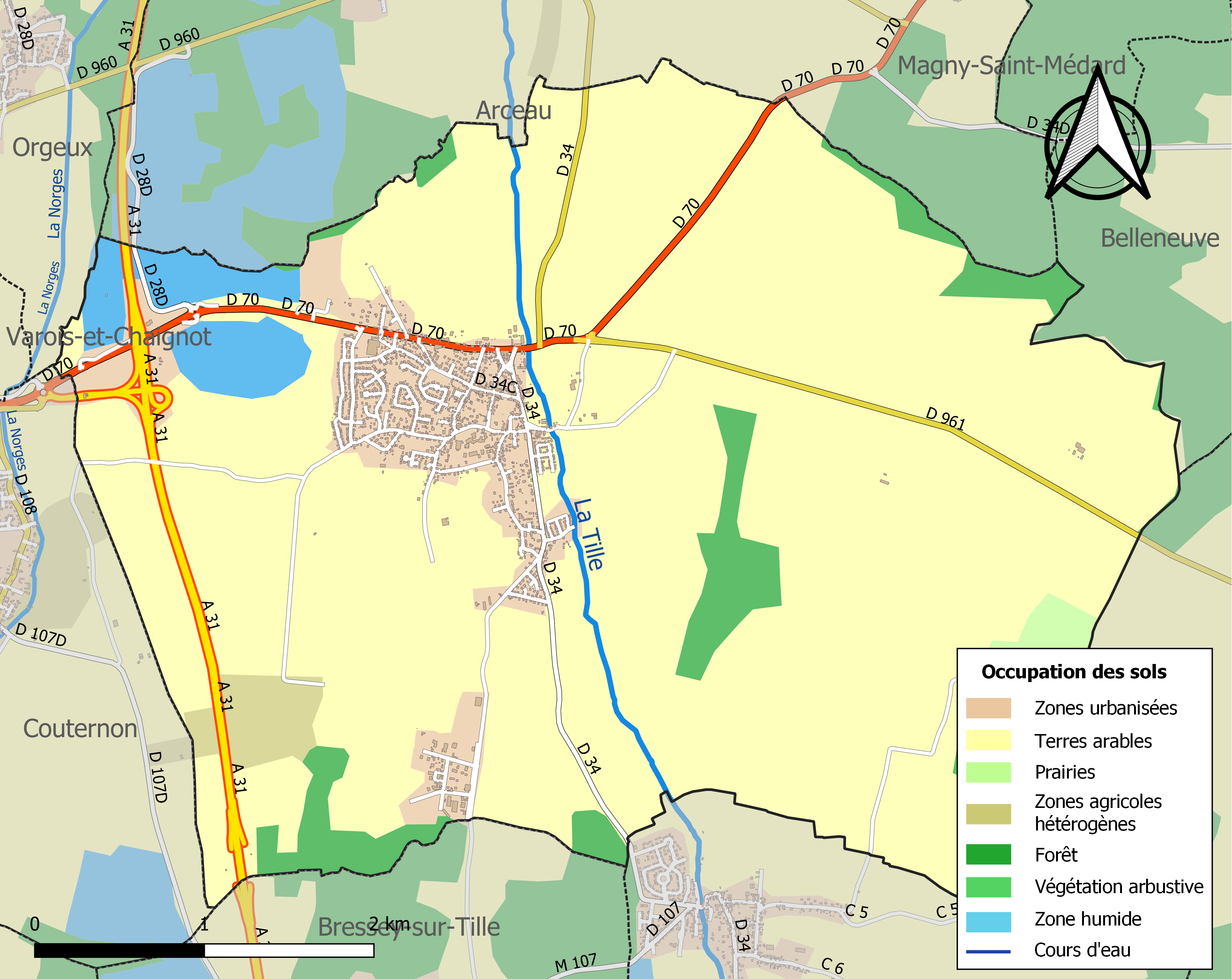
Carte des infrastructures et de l'occupation des sols de la commune en 2018 (CLC).

## Histoire
La paroisse d'Arc-sur-Tille avait au XVIIe siècle son nom corrompu car le vulgaire prononce par abréviation Astille. Le village est du bailliage, recette et grenier à sel de Dijon. Dépend de la collation de l'évêque de Chalon-sur-Saône et de l'archidiaconé de l'Oscheret. La dixme est pour les trois-quarts au seigneur du lieu, l'autre revenant au curé. Elle est de 11, 12 ou 13 gerbes de toutes sortes de grain.
Le patron de cette paroisse est saint Martin, archevêque de Tours, dont le fête principale n'est pas le 11 novembre jour de son décès, mais le 4 juillet, jour de la Translation de ses reliques ; la dédicace de l'église est célébrée le dimanche qui précède le 3 août.
Les abbés de l'abbaye Saint-Étienne de Dijon ont le droit de présenter à cette église, droit accordé par Gautier, évêque de Chalon-sur-Saône en 1080-1121, qui le leur donna en 1117 ; Jotsalde ou  Joussaud (Gothaud), son successeur à l'évêché en 1121-1126, le ratifia la même année en plein synode de Tournus et il a été confirmé depuis par divers papes : en 1124, par Calixte II ; en 1139, par Innocent II ; puis en 1156, 1185, 1238, 1245 et 1290.
Cette terre en toute justice fut élevée au marquisat. Le seul commerce est celui du charbon. On y cultive le froment, l'orge, l'avoine et le conceau, point de vignes, et des prés qui donnent un très méchant foin. Les habitants, 138 âmes, y sont très pauvres, sauf trois ou quatre.
En 1260, Henry de Vergy, sire de Mirebeau et sénéchal de Bourgogne, déclare tenir en fief lige du duc de Bourgogne — Henri en étant le seigneur éminent vis-à-vis des sires locaux les tenant de lui — les fiefs de Tasnay, de Bere (Beire ou Beire ?), de Janle/Janly et d'Arc-sur-Tille. Ce village a donné son nom à une ancienne famille seigneuriale locale, les d'Arc (de Archo).
Maifroi de Archo, rendit à l'abbé de Saint-Étienne les terres enclavée dans la seigneurie d'Arc et lui donna le droit de chauffage dans les bois en 1115.
C'est au XIVe siècle que la dernière héritière de cette seigneurie, Jehanne d'Arc, l'apporte à son époux Eudes de Saulx-Vantoux () : Arc entre ainsi dans la Maison de Saulx-Tavannes qui la possède encore au XVIIIe siècle, époque où elle obtient aussi par mariage Til-Châtel : ainsi, Henri-Charles de Saulx comte de Tavannes (fl. depuis 1705, † en 1761 ; petit-fils de Jacques de Saulx), baron de Lux, maréchal de camp et lieutenant-général, est qualifié de marquis d'Arc-sur-Tille et de Til-Châtel.
La Levée a coûté aux États la somme de 45 000 livres en 1614. Il s'y tenait, avant la Révolution, quatre foires par an, les 4 janvier, mars, mai et septembre. En 1636, Arc est incendié par Matthias Gallas, le château pillé et détruit.
Près d'Arc, le 9 février 1650, se passa une action assez vive entre les troupes du roi, conduites par le marquis de Tavannes et celle du comte, son neveu, qui commandait celles du prince de Condé, alors prisonnier au Havre. Le premier fut défait et perdit tous ses équipages.

## Politique et administration

### Liste des maires

#### Sous l'Ancien Régime
- 1115 av - Maifroi de Archo
- 1314    - Jeahan d'Arc chevalier, sire d'Arc
- 1329    - Jehan d'Arc chevalier, sire d'Arc
- 1331    - Guy d'Arc et son épouse Alix de Nus
- 1380    - Humbert d'Arc, chevalier d'Arc
- XIVe siècle  - Jehanne d'Arc, épouse Eudes de Saulx
- 1543    - Elyon de Mailly, seigneur d'Arc, Charette-Varennes, et Terrans
- 1650    - Marquis de Tavannes
- 1666    - Jacques de Saulx, comte de Tavanne, bailly de Dijon

#### Depuis la Révolution
| Période                                  | Période                 | Identité          | Étiquette    | Qualité                                                                  |
| ---------------------------------------- | ----------------------- | ----------------- | ------------ | ------------------------------------------------------------------------ |
| avant 1981                               | ?                       | Jean Picard       | DVG          |                                                                          |
| 1988                                     | juin 1995               | François Maugé    | SE           |                                                                          |
| juin 1995                                | mars 2001               | Robert Camut      | PS           | Cadre technico-commercial                                                |
| mars 2001                                | mars 2008               | François Maugé    | SE           |                                                                          |
| mars 2008                                | 25 mai 2008 (démission) | Daniel Viard      | SE           |                                                                          |
| 26 mai 2008                              | En cours                | Patrick Morelière | DVD puis UDI | Agriculteur retraité 3e vice-président de la CC Norge et Tille (2017 → ) |
| Les données manquantes sont à compléter. |                         |                   |              |                                                                          |

## Démographie
En 1777, la paroisse comptait 190 feux.
L'évolution du nombre d'habitants est connue à travers les recensements de la population effectués dans la commune depuis 1793. Pour les communes de moins de 10 000 habitants, une enquête de recensement portant sur toute la population est réalisée tous les cinq ans, les populations de référence des années intermédiaires étant quant à elles estimées par interpolation ou extrapolation. Pour la commune, le premier recensement exhaustif entrant dans le cadre du nouveau dispositif a été réalisé en 2005.

En 2022, la commune comptait 2 590 habitants, en évolution de −2,19 % par rapport à 2016 (Côte-d'Or : +0,82 %, France hors Mayotte : +2,11 %).
| 1793  | 1800  | 1806  | 1821  | 1831  | 1836  | 1841  | 1846  | 1851  |
| ----- | ----- | ----- | ----- | ----- | ----- | ----- | ----- | ----- |
| 1 031 | 1 018 | 1 043 | 1 045 | 1 081 | 1 044 | 1 086 | 1 109 | 1 178 |

| 1856  | 1861  | 1866  | 1872  | 1876 | 1881 | 1886  | 1891 | 1896 |
| ----- | ----- | ----- | ----- | ---- | ---- | ----- | ---- | ---- |
| 1 181 | 1 147 | 1 012 | 1 010 | 973  | 948  | 1 003 | 938  | 858  |

| 1901 | 1906 | 1911 | 1921 | 1926 | 1931 | 1936 | 1946 | 1954 |
| ---- | ---- | ---- | ---- | ---- | ---- | ---- | ---- | ---- |
| 816  | 781  | 803  | 678  | 662  | 698  | 711  | 738  | 812  |

| 1962 | 1968 | 1975 | 1982  | 1990  | 1999  | 2005  | 2006  | 2010  |
| ---- | ---- | ---- | ----- | ----- | ----- | ----- | ----- | ----- |
| 800  | 842  | 940  | 1 913 | 1 950 | 2 332 | 2 450 | 2 458 | 2 479 |

| 2015  | 2020  | 2022  | - | - | - | - | - | - |
| ----- | ----- | ----- | - | - | - | - | - | - |
| 2 617 | 2 608 | 2 590 | - | - | - | - | - | - |

## Lieux et monuments

### Civils
- Château d'Arc-sur-Tille, pillé et détruit par Galas[Qui ?] en 1636.
- Moulin sur la Tille.

### Religieux
- L'église Saint-Martin a été construite par l'architecte dijonnais Claude Saintpère pendant la Restauration dans le style néo-classique et inaugurée en 1829. À la fin du XXe siècle, l'édifice est dans un état de délabrement assez avancé, ce qui nécessite sa fermeture en 1989. La municipalité, malgré l'opposition des autorités religieuses, décide en 2005 de faire démolir l'édifice, mais grâce à l'action d'une association (l'UEPA) qui se bat depuis 1991 pour tenter de la sauver, une première tranche de travaux de réhabilitation est lancée en avril 2013. Une souscription nationale est en cours via la Fondation du Patrimoine pour permettre le financement de la seconde tranche de travaux qui permettra à terme, de rouvrir l'église Saint-Martin au public.
- Elle rouvre le jeudi 12 mai 2022 et une première messe est dite le dimanche 15 mai 2022.

### Personnalités liées à la commune
- Henri d'Arc, doyen de la Sainte-Chapelle de Dijon, mort en 1238, il était le neveu de Hugues d'Arc, abbé de Saint-Bénigne.
- Hugues d'Arc fut abbé de la Chaise-Dieu, en 1306.
- Hugues d'Arc, 73e abbé de Saint-Bénigne de Dijon de 1269 à 1300.
- Jehan d'Arc, deux chevaliers, sires d'Arc en 1314 & 1329 épitaphes dans l'église paroissiale.
- Jean d'Arc sur Tille de Saulx de Vantoux, Gruyer et grand louvetier de Bourgogne, Sgr d'Orain, cosgr d'Arc-sur-Tille, sgr de Prangey, marié à Marguerite de Tavannes, décédé en 1538.
- Louis XIV, roi de France, y coucha le 19 juin 1674, après la conquête de la Franche-Comté.
- Nicolas Jacquemard (1771-1835), général des armées de la République et de l'Empire ; né au hameau de Corbeton.
- Stéphane Tarnier (1828-1897), obstétricien, inventeur de plusieurs instruments, dont un forceps qui porte son nom[25]. Il recommande à ses disciples de l’époque de mettre en application lors des accouchements les pratiques d'asepsie recommandées par Semmelweis et Lister. La majorité de ces travaux en obstétrique sont groupés dans un ouvrage intitulé Traité de l'art des accouchements, par Pr. S Tarnier et Pr. P Budin. La rue principale d'Arc-sur-Tille où se trouve son ancienne résidence (La Clochette) porte son nom. Au sud d'Arc-sur-Tille une fontaine porte également son nom.
- Albin Roussin (1781-1854), baron, né à Dijon ; amiral, savant, ministre de la Marine.

### Héraldique
| Blason | Blasonnement : Bandé d'or et de gueules de six pièces. |